# زلمس
شهر زلمس (به آلمانی: Solms) در ایالت هسن در کشور آلمان واقع شده‌است.